# Roman Anin
Roman Alexandrowitsch Anin (* 16. Dezember 1986 in Chișinău, Moldauische SSR, UdSSR) ist ein russisch-moldauischer Journalist.
Seit seinen Berichten zu Korruption und Ämterpatronage beim russischen Militär und in der russischen Politik und Wirtschaft gilt er als einer der prominentesten Investigativjournalisten aus Russland.
Anins Ermittlungsarbeiten über einen Zeitraum von fünf Jahren führten zu Dokumenten und Daten, aus denen hervorgeht, dass (umgerechnet) zwischen 800 Millionen und einer Milliarde US-Dollar aus dem Fiskus des russischen Staates in Offshore-Finanzplätze und Briefkastenfirmen transferiert wurden.

## Leben und Wirken
Roman Anin wuchs ab 1991 in Moldau auf, wo er auf semiprofessionellem Level Fußball spielte, ehe seine Familie nach Russland zog. In Russland spielte er von 2011 bis 2012 Fußball in der russischen Amateurliga.
Während seines Studiums an der Fakultät für Journalismus der Lomonossow-Universität Moskau veröffentlichte er bereits für die Nowaja gaseta. Ab April 2006 war er dort Sportkolumnist, im Jahr 2008 war er für die Zeitung Kriegsberichterstatter im Kaukasuskrieg 2008 und 2009 arbeitete er in der Investigativabteilung. Nach seinem Abschluss des Journalistikstudiums begann er ein Studium der Weltwirtschaft an der russischen Akademie der Wissenschaften. Er brachte sich autodidaktisch die Grundlagen der Buchhaltung und Finanzanalyse sowie deren Vor- und Nachteile bei und lernte dadurch eigenen Angaben zufolge besser verstehen, wie man Korruption erkennt.
Als nach dem Tod von Sergei Magnitski, der illegale Steuerrückerstattungen zugunsten korrupter Beamter im russischen Innenministerium aufklären wollte, eben diese Steuerdelikte weitergingen, berichtete Roman Anin im Jahr 2011 darüber. Dafür wurde er im Jahr 2013 mit dem Knight International Journalism Award der NPO International Center for Journalists (ICFJ) ausgezeichnet.
Zusammen mit der Sveriges Television enthüllte er im Jahr 2013 Korruption rund um den schwedischen Telekommunikationskonzern TeliaSonera und Gulnora Karimova, der Tochter des usbekischen Präsidenten Islam Karimov.
Mithilfe zweier Journalisten aus dem Vereinigten Königreich und Rumänien deckte er Korruption rund um die Olympischen Winterspiele 2014 in Sotschi auf.
Im Jahr 2015 wurde er als Teil eines Reuters-Investigativteams von der Society of American Business Editors and Writers ausgezeichnet. Das Investigativteam hatte darüber berichtet, wie Kirill Schamalow nach seiner Heirat mit Wladimir Putins Tochter Katerina Tichonowa noch mehr Vermögen erhielt.
2016 war er als Mitglied des Internationalen Netzwerks investigativer Journalisten (ICIJ) mit der Süddeutschen Zeitung daran beteiligt, jenen Teil der Panama Papers zu veröffentlichen, der sich mit Wladimir Putins Freund Sergej Roldugin auseinandersetzt. Die ICIJ erhielt für die Veröffentlichung der Panama Papers den Pulitzer-Preis.
Für den im Februar 2018 veröffentlichten Bericht Сынки Отечества über Vetternwirtschaft (unter anderem von Dmitri Rogosin) in der russischen Armee erhielt er die Auszeichnung Redkollegia der Sreda Foundation.
Im Jahr 2019 erhielt Anin mit dem John S. Knight Journalism Fellowships ein 10-monatiges Journalismusstipendium an der Stanford University. Dort lernte er unter anderem JavaScript und Python. Dies führte eigener Aussage zufolge zu einer effizienteren Arbeitsweise, da er die Arbeitszeit für repetitive – aber unerlässliche – Aufgaben durch Apps verkürzte.
Im Jahr 2020 gründete er das Recherchezentrum „Important Stories“ (IStories). Im September 2020 trug er mit IStories, als eins von mehr als hundert Recherchezentren, zur Aufdeckung und Berichterstattung bezüglich der FinCEN Files bei. Im Konkreten berichtete IStories über den Bezug der FinCEN Files zur russischen Politik und russischen Wirtschaft.
Während der COVID-19-Pandemie in Russland berichtete IStories über Korruption im Zusammenhang mit fehlerhaften Beatmungsgeräten, die vom russischen Staat für die staatlichen Krankenhäuser gekauft wurden und dort zu Unfällen mit Todesfolge führten.
Im Dezember 2020 deckte IStories auf, dass Wladimir Putins Ex-Schwiegersohn Kirill Schamalow kurz nach seiner Heirat mit Putins Tochter Katerina Tichonowa Unternehmensanteile von Sibur im Wert von 380 Millionen US-Dollar für 100 US-Dollar erhielt. Im März 2021 veröffentlichte IStories einen Artikel, in dem es um Verbindungen zwischen einem hochrangigen Kommandeur des russischen Geheimdienstes FSB und der organisierten Kriminalität geht.
Für die Gründung von IStories erhielt Anin mit dem Knight Trailblazer Award eine Auszeichnung des International Center for Journalists (ICFJ).
Im April 2021 war er kurzzeitig in Polizeigewahrsam. Die russischen Behörden hatten laut Anin seine Wohnung durchsucht und Arbeitsmittel (Datenträger und Computer, Telefone) konfisziert. Diese Verhaftung und Durchsuchung wurde mit einem – im Jahr 2016 von Anin geschriebenen und in der Zeitung Novaya Gazeta veröffentlichten – Bericht über Igor Sechin und dessen Verknüpfung zu einer – über seiner offiziellen Gehaltsklasse stehenden – Megayacht in Zusammenhang gebracht. Während Sechin daraufhin die Zeitung wegen Rufschädigung verklagte (und im daran anschließenden Verfahren gewann), wurde Anin von Sechins Ehefrau wegen angeblicher Verletzung der Privatsphäre angezeigt.
Um einer möglichen Verhaftung durch den russischen Geheimdienst FSB vorzubeugen, lebt Anin seitdem außerhalb Russlands.
Im August 2021 wurden Roman Anin, seine Organisation IStories und fünf Journalisten in Russland als „ausländische Agenten“ eingestuft. Im selben Monat sperrte die Messaging-App Telegram Anins Konto ohne Angabe von Gründen.
IStories wirkte an der Recherche der im Oktober 2021 veröffentlichten Pandora Papers mit.
Nach dem russischen Überfall auf die Ukraine 2022 und den dort begangenen Kriegsverbrechen sprach I-Stories mit einzelnen an der Okkupation beteiligten Soldaten. Einer der Soldaten meldete sich nach dem ersten Gespräch und bekannte sich zur Erschießung eines Zivilisten, von dem die Russen angenommen hatten, dass er ihre Positionen an die ukrainische Seite gemeldet hatte.